# 549 pr. n. št.

## Rojstva
- Darej I., perzijski kralj († 486 pr. n. št.)